# トリメチロールプロパン
トリメチロールプロパン（英: Trimethylolpropane）は、化学式CH3CH2C(CH2OH)3で表される有機化合物。TMPとも略される。ポリオールの一種である。

## 反応
トリメチロールプロパンは2段階の反応により生成する。ブタナールとホルムアルデヒドとの付加脱離反応の後、
CH3CH2CH2CHO  +  2 CH2O   →   CH3CH2C(CH2OH)2CHO
カニッツァーロ反応により生成される。 
CH3CH2C(CH2OH)2CHO  + CH2O  + NaOH  →   CH3CH2C(CH2OH)3 +  NaO2CH
年間約2億kgがこの方法で製造されている
。

## 用途
アルキド樹脂の前駆体となる他、ポリウレタン樹脂塗料、印刷用インキに使用される。